# Crusnes (Fluss)
Die Crusnes ist ein rund 32 km langer Fluss in Frankreich, der in der Region Grand Est, im Grenzbereich zu Deutschland und Luxemburg verläuft. Sie ist ein linker und östlicher Zufluss der Chiers.

## Geographie

### Verlauf
Die Crusnes entspringt auf einer Höhe von etwa 380 m im Gebiet der gleichnamigen Gemeinde Crusnes, nahe einer ehemaligen Minette-Mine
Sie entwässert generell in westlicher Richtung, durchquert dabei das Département Meurthe-et-Moselle und bildet knapp vor ihrer Mündung auf einer Strecke von etwa sechs Kilometern die Grenze zum benachbarten Département  Meuse.
Das Flüsschen mündet schließlich im Stadtgebiet von Longuyon auf einer Höhe von ungefähr 205 m von links in die Chiers.
Der 32,1 km lange Lauf der Crusnes endet ungefähr 175 Höhenmeter unterhalb des Ursprungs ihrer Quelle, sie hat somit ein mittleres Sohlgefälle von etwa 5,4 ‰.

### Zuflüsse
(Von der Quelle zur Mündung)
- La Pienne (links), 17,1 km
- Ruisseau de Nanheul (rechts), 9,4 km
- Ruisseau du Puits St Pierre (links), 3,9 km
- Ruisseau des Eurantes (links), 9,0 km
- Ruisseau de Beuveille (rechts), 2,2 km

### Orte am Fluss
(Von der Quelle zur Mündung)
- Errouville
- Serrouville
- Boismont
- Mercy-le-Bas
- Pierrepont
- Arrancy-sur-Crusnes
- Longuyon

## Hydrologie

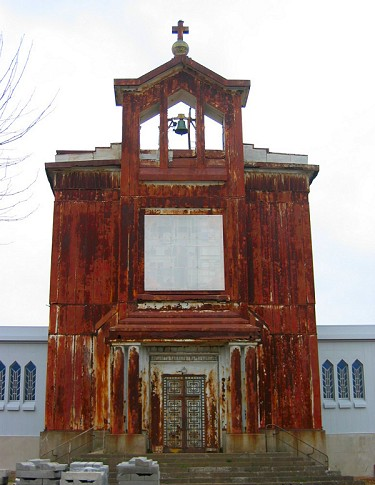
Eisenkirche Sainte-Barbe vor der Restaurierung

An der Mündung der Crusnes in die Chiers beträgt die mittlere Abflussmenge (MQ)  3,21 m³/s; das Einzugsgebiet umfasst hier 265,6 km².
In der Pegelstation Pierrepont wurde über einen Zeitraum von 51 Jahren (1967–2020) die durchschnittliche jährliche Abflussmenge der Crusnes  berechnet. Das Einzugsgebiet entspricht an dieser Stelle mit 206 km² etwa 77,6 % des vollständigen Einzugsgebietes des Flusses.
Die Abflussmenge der Crusnes mit dem Jahresdurchschnittwert von 2,23 m³/s, schwankt im Laufe des Jahres relativ stark. Die höchsten Wasserstände werden in den Wintermonaten Januar bis Februar gemessen. Ihren Höchststand erreicht die Abflussmenge mit 4,31 m³/s im Februar. Von März an geht die Schüttung Monat für Monat zurück und erreicht ihren niedrigsten Stand im September mit 0,78 m³/s, um danach wieder von Monat zu Monat anzusteigen.

## Geschichte
Der Fluss verläuft nahe der Maginot-Linie, einem im Zweiten Weltkrieg heftig umkämpften französischen Verteidigungswall. Eine Vielzahl von ehemaligen Befestigungsanlagen und Soldatenfriedhöfen geben noch heute davon Zeugnis.
Siehe auch Liste der Ouvrages der Maginot-Linie.

## Sehenswürdigkeiten
- Kirche Sainte-Barbe, in Crusnes, wurde in den Jahren 1937 bis 1939 komplett aus Eisen erbaut (Monument historique)